# قوة دفع بالليزر

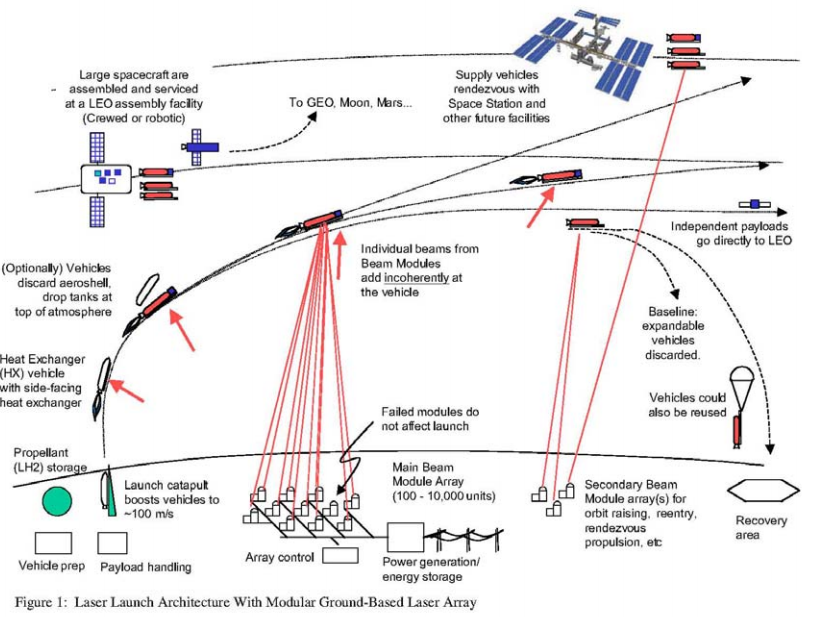
إطلاق ليزر نظام مبادل حراري

قوة الدفع بالليزر هو شكل من أشكال الدفع بالطاقة حيث يكون مصدر الطاقة عبارة عن نظام ليزر بعيد (عادةً ما يكون أساسه الأرض) ومنفصلًا عن كتلة التفاعل. يختلف هذا الشكل من الدفع عن صاروخ كيميائي تقليدي حيث تأتي كتلة الطاقة والتفاعل من الوقود الصلب أو السائل الذي يحمل على متن المركبة.

## نبذة
تم تطوير المفاهيم الأساسية الكامنة وراء نظام الدفع «الدفع الفوتون» بواسطة المهندس
```
الأسترالي يوجين سانجر والفيزيائي 
الهنغاري
 
جيورجي ماركس
.
[
3
]
 تم تطوير مفاهيم الدفع باستخدام صواريخ بالليزر بواسطة المهندس الأمريكي آرثر كانترويتز وولفغانغ مويكل في 
السبعينيات
.
[
4
]
 تم نشر معرض أفكار الدفع بالليزر في عام 1988.
[
5
]
```

قد تنقل أنظمة الدفع بالليزر الزخم إلى مركبة فضائية بطريقتين مختلفتين:
- الطريقة الأولى تستخدم الضغط الإشعاعي الفوتوني لدفع نقل الزخم وهو المبدأ وراء الأشرعة الشمسية وأشرعة الليزر.[6]
- الطريقة الثانية تستخدم الليزر للمساعدة في طرد الكتلة من المركبة الفضائية كما في الصواريخ التقليدية.[7]